# 독일의 알바니아 점령
독일의 알바니아 점령은 1943년에서 1944년 사이에 제2차 세계 대전 중 발생했다. 1943년 9월 8일 이탈리아와 연합군 간의 휴전 협정 이전에 알바니아는 법적으로 이탈리아 왕국과 인적 동맹을 맺었으며 사실상 이탈리아 왕국의 통제하에 있었다. 휴전 협정과 이탈리아가 추축국에서 탈퇴한 후, 독일군이 알바니아에 입성하여 독일 점령하에 들어가 알바니아 왕국을 세웠다.

## 같이 보기
- 제2차 세계 대전의 알바니아 저항군
- 국민해방운동 (알바니아)
- 알바니아의 홀로코스트